# Gnophomyia subnimbifera
Gnophomyia subnimbifera är en tvåvingeart som beskrevs av Alexander 1967. Gnophomyia subnimbifera ingår i släktet Gnophomyia och familjen småharkrankar.
Artens utbredningsområde är Ecuador. Inga underarter finns listade i Catalogue of Life.